# Loukas Vyntra
Loukas Vyntra (grč. Λουκάς Βύντρα) (Město Albrechtice, Češka, 5. veljače 1981.) bivši je grčki nogometaš i nacionalni reprezentativac.

## Karijera

### Klupska karijera
Vyntra je rođen u Češkoj od oca Čeha i majke Grkinje. Karijeru je započeo 1998. godine u Almoposu a već sljedeće sezone prelazi u Paniliakos. Igrač je sezonu 2000./01. proveo na posudbi u Pontioi Veriasu da bi se nakon njena završetka vratio u Paniliakos za koji je nastupao do 2004.
2004. Loukasa Vyntru kupuje Panathinaikos. Iako ga se u klubu kritiziralo zbog loših igara, nakon što je PAO preuzeo Henk ten Cate, igrač je uglavnom igrao na poziciji središnjeg braniča. Igrama na toj poziciji stekao je veliki respekt i podršku navijača kluba jer je taj dio terena bio jedan od najslabijih u momčadi Panathinaikosa. Tijekom sezone 2009./10. Vyntra je bio jedan od ključnih igrača koji je predvodio momčad do osvajanja dvostruke krune.
U ljeto 2007. godine igrača je u svoje redove htjela dovesti Hertha Berlin ali ga Panathinaikos nije htio prodati osim ako ne nađe dostojnu zamjenu. Budući da atenski klub nije mogao pronaći dobru Vyntrinu zamjenu, igrač je ostao u klubu.
Vyntra se u klubu uglavnom koristio kao desni bek ali je nakon toga pomaknut u sredinu obrane. Tijekom 2008. je odigrao i nekoliko utakmica kao lijevi bek.
Nakon što je Panathinaikos otpustio nizozemskog trenera Henka ten Catea, trener je dao intervju za jedan grčki sportski web site. Ten Cateu je postavljeno pitanje: "Ako bi Vas angažirao neki veliki europski nogometni klub, kojeg igrača Panathinaikosa bi htjeli preporučiti vašem novom klubu?". Trener je odgovorio: "Samo jednog! Loukasa Vyntru. On može igrati desnog i lijevog beka, kao i na poziciji središnjeg braniča jer je veoma brz, ima dobre zračne sposobnosti te je dobar u pokrivanju protivnika. Što još trener može očekivati od njega ? Mentalno je jak jer je mnogo godina igrao pod pritiskom te nepoštenim kritikama."
Od značajnijih pogodaka za klub, Vyntra je u sezoni 2004./05. postigao po jedan gol Arsenalu u Ligi prvaka te FC Sevilli u Kupu UEFA. Tu su i dva gola u grčkom prvenstvu u derbiju protiv rivala PAOK Soluna 8. veljače 2009. Nakon dvije sezone, igrač je protiv istog kluba postigao fantastičan pogodak.
Krajem siječnja 2013. igrača kupuje španjolski Levante, te mu je pritom dodijeljen dres s brojem 6.
U 2015., Vyntra prelazi u Hapoel Tel-Aviv FC.

### Reprezentativna karijera
Loukas Vyntra je od 1997. do 2005. godine igrao za mladu grčku reprezentaciju s kojom je nastupio na Olimpijadi 2004. Za seniorsku momčad je debitirao 2005. te je iste godine s njom igrao na Kupu konfederacija. Od većih turnira tu su još i EURO 2008. te Mundijal 2010.

## Vanjske poveznice
- Ποταμός» Τεν Κάτε![neaktivna poveznica]
- (engl.) Transfermarkt.de - Loukas Vyntra